# Родина (кинотеатр, Симферополь)
«Родина» — закрытый кинотеатр, находящийся в Старом городе Симферополя по адресу ул. Крылова, 37. Со времени открытия в 1927 году и до депортации крымских татар здание было известно как кинотеатр имени Субхи. В настоящий момент здание занимает крымскотатарский фольклорный ансамбль «Крым».

## История
Кинотеатр построен на территории усадьбы Измаила Муфти-заде и открыт в июне 1927 года. Новое культурное учреждение было названо в честь турецкого коммунистического деятеля Мустафы Субхи, работавшего в 1919 году в газете «Енъи дюнья» («Новый мир»), редакция которой располагалась в усадьбе Муфти-заде.
В газете «Енъи дюнья» от 24 апреля 1927 года указывалось, что причиной открытия кинотеатра в 13 тысячном «татарском квартале» является отсутствие в районе условий для проведения культурно-просветительской работы. Большинство культурных сооружений тогда было сосредоточено в центре Симферополя, они являлись дорогостоящими для жителей «татарского района», и при этом мероприятия в них проводились на русском языке. Исходя из этого, городской совет Симферополя принял решение к 10-й годовщине Октябрьской революции построить кинотеатр на 680 мест. Затраты на постройку оценивались в 35 до 50 тысяч рублей.
10 июня 1927 года начал функционировать кинотеатр на открытом воздухе. Цена билета варьировалась от 5 до 15 копеек. Газета «Енъи дюнья» в материале об открытии кинотеатра отмечала, что надписи на афишах писались на русском, а надписи на крымскотатарском, если и были, то писались неразборчиво. Одним из фильмов, демонстрировавшемся в кинотеатре им. Субхи, стал фильм «Алим». Кроме демонстрации фильмов, в здании проводились концерты крымскотатарских музыкантов, в частности в конце 1920-х — начале 1930-х тут выступали Яя Шерфединов, Сафие Шерфединова и Эльмаз Алиева. По предположению Н. Абдульвапова и Р. Аирчинской, кинотеатр в 1930-е годы был реконструирован, став закрытым со стационарным залом. Архитекторами нового проекта стали В. И. Ковальский и С. З. Шевченко
Во время оккупации Крыма нацистами кинотеатр возобновил работу 5 июля 1942 года под названием «Крым». Колаборационистская газета «Голос Крыма» писала 11 января 1942 года: "Названия улиц, напоминающие о большевистском режиме, будут постепенно отменены... ... Следующие кинотеатры также переименованы: Юнг-Штурм — Европа-кино, Спартак — Центральное кино, Большевик — Паласт-кино, Им. Субхи — Крым-кино." Сеансы проходили раздельно для германо-румынских военных и гражданского населения. Перед началом каждого сеанса транслировался пропагандистский киножурнал «Немецкое еженедельное обозрение». После освобождения Симферополя в 1944 году кинотеатр им. Субхи открылся во второй половине мая. Спустя некоторое время, после депортации крымских татар, кинотеатр получил название «Родина». Как кинотеатр «Родина» функционировала до 1990-х годов, после чего здание было передано банку «Крым».
В 1996 года владельцем здания стало Министерство культуры Автономной Республики Крым, организовавшего в помещении Крымскую республиканскую организацию «Крымскотатарский фольклорный ансамбль „Крым“». В 2000 году Минкульт Крыма передал здание в собственность Симферополя.
После аннексии Крыма Россией ансамбль «Крым» как юридическое лицо был ликвидирован и вошёл в состав Крымской государственной филармонии. В дальнейшем ансамбль пользовался помещением на основании договора аренды. В 2015 году руководство филармонии и ансамбля на заседании комитета Государственного совета Республики Крыма обратилось с предложением передать здание в собственность Республики Крым для сохранения помещений за ансамблем.
По состоянию на 2018 год в здании располагался крымскотатарский фольклорный ансамбль «Крым» (художественный руководитель — Сервер Какура).
В 2019 году на реконструкцию здания из бюджета Симферополя было выделено 8,8 миллионов рублей.